# Fattore di Lorentz
Il fattore di Lorentz (o termine di Lorentz) è una quantità che permette la conversione del valore di grandezze fisiche come lunghezza, tempo e massa relativistica relative allo stesso fenomeno in diversi sistemi di riferimento inerziali.
Apparve inizialmente nelle trasformazioni di Lorentz e successivamente in diverse equazioni della relatività ristretta, che adottò tali trasformazioni. È presente anche nella teoria dell'etere di Hendrik Lorentz.

## Formula
Il fattore di Lorentz, rappresentato generalmente con il simbolo γ, è definito come:
{\displaystyle \gamma \equiv {\frac {c}{\sqrt {c^{2}-v^{2}}}}={\frac {1}{\sqrt {1-(v/c)^{2}}}}={\frac {1}{\sqrt {1-\beta ^{2}}}}}
dove:
- v è la velocità nel sistema di riferimento in cui viene misurato il tempo t
- c è la velocità della luce
- {\displaystyle \beta ={\frac {v}{c}}}

## Approssimazioni
Il fattore di Lorentz è approssimabile in serie di Taylor:
{\displaystyle \gamma (\beta )=1+{\frac {1}{2}}\beta ^{2}+{\frac {3}{8}}\beta ^{4}+{\frac {5}{16}}\beta ^{6}+{\frac {35}{128}}\beta ^{8}+\cdots }
L'approssimazione γ ≈ 1 + 1/2 β2 è usata occasionalmente per calcolare gli effetti relativistici alle basse velocità. L'errore rientra nell'ordine del 1% per v < 0,4 c (v < 120.000 km/s) e nell'ordine dello 0,1% per v < 0,22 c (v < 66.000 km/s).
Le versioni troncate di questa serie permettono ai fisici di provare che la relatività ristretta si riduce alla meccanica newtoniana per le basse velocità. Per esempio, nella relatività ristretta, le seguenti equazioni:
{\displaystyle {\vec {p}}=\gamma m{\vec {v}}}
{\displaystyle E=\gamma mc^{2}}
rispettivamente per γ ≈ 1 e γ ≈ 1 + 1/2 β2 si riducono alle loro equivalenti newtoniane:
{\displaystyle {\vec {p}}=m{\vec {v}}}
{\displaystyle E=mc^{2}+{\frac {1}{2}}mv^{2}}
L'equazione del fattore di Lorentz può essere invertita così:
{\displaystyle \beta ={\sqrt {1-{\frac {1}{\gamma ^{2}}}}}},
che ha una forma equivalente come:
{\displaystyle \beta =1-{\frac {1}{2}}\gamma ^{-2}-{\frac {1}{8}}\gamma ^{-4}-{\frac {1}{16}}\gamma ^{-6}-{\frac {1}{128}}\gamma ^{-8}+\cdots }
I primi due termini sono usati occasionalmente per calcolare rapidamente le velocità per grandi valori di γ. L'approssimazione β ≈ 1 - 1/2 γ−2 rimane nell'1% di tolleranza per γ > 2, e nello 0,1% di tolleranza per γ > 3,5.

## Tabella di valori

Grafico del fattore di Lorentz in funzione della velocità

Grafico del reciproco in funzione della velocità

| Velocità                   | Fattore di Lorentz      | Reciproco                 |
| {\displaystyle \beta =v/c} | {\displaystyle \gamma } | {\displaystyle 1/\gamma } |
| -------------------------- | ----------------------- | ------------------------- |
| 0,010                      | 1,000                   | 1,000                     |
| 0,100                      | 1,005                   | 0,995                     |
| 0,200                      | 1,021                   | 0,980                     |
| 0,300                      | 1,048                   | 0,954                     |
| 0,400                      | 1,091                   | 0,917                     |
| 0,500                      | 1,155                   | 0,866                     |
| 0,600                      | 1,250                   | 0,800                     |
| 0,700                      | 1,400                   | 0,714                     |
| 0,800                      | 1,667                   | 0,600                     |
| 0,866                      | 2,000                   | 0,500                     |
| 0,900                      | 2,294                   | 0,436                     |
| 0,990                      | 7,089                   | 0,141                     |
| 0,999                      | 22,366                  | 0,045                     |